# Wiederstedt
Wiederstedt é uma comuna alemã situada no distrito de Mansfeld-Südharz no estado da Saxônia-Anhalt. A comunidade é administrada como parte da cidade de Arnstein. Fica situada na margem oriental do maciço do Harz, cerca de 3 km a norte de Hettstedt, nas margens do rio Wipper. A povoação foi fundada antes de 948, ano em que aparece mencionada num testamento de Otão I, Sacro Imperador Romano-Germânico.